# K-théorie
Ne doit pas être confondu avec Théorie k-catégorique.

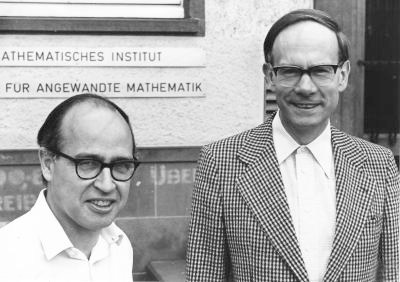
Michael Atiyah et Friedrich Hirzebruch, fondateurs de la K-théorie topologique.

En mathématiques, la K-théorie est un outil utilisé dans plusieurs disciplines. En topologie algébrique, la K-théorie topologique (en) sert de théorie de cohomologie. Une variante est utilisée en algèbre sous le nom de K-théorie algébrique.
Les premiers résultats de la K-théorie ont été dans le cadre de la topologie algébrique, comme une théorie de cohomologie extraordinaire (elle ne vérifie pas l'axiome de dimension). Par la suite, ces méthodes ont été utilisées dans beaucoup d'autres domaines comme la géométrie algébrique, l'algèbre, la théorie des nombres, la théorie des opérateurs, etc.

## Histoire
C'est Alexandre Grothendieck qui a fait la première construction d'un groupe de K-théorie dans son travail sur le théorème maintenant connu comme le théorème de Grothendieck-Riemann-Roch. Il a introduit la complétion de la catégorie additive des (classes d'isomorphisme de) faisceaux de groupes abéliens (munie de la somme directe) en utilisant des inverses formels. Cette idée a été reprise par Michael Atiyah et Friedrich Hirzebruch pour définir le groupe K(X) d'un espace topologique, en faisant la même construction pour les fibrés vectoriels. Cette construction a été la première « théorie cohomologique extraordinaire » en topologie algébrique. Son utilisation a été fondamentale pour la démonstration du célèbre « théorème de l'indice » de Michael Atiyah et Isadore Singer, travail qui a fait obtenir au premier auteur la Médaille Fields en 1966, et aux deux, le prix Abel en 2004.
Par ailleurs, Jean-Pierre Serre s'est appuyé sur l'analogie entre fibrés vectoriels et modules projectifs sur un anneau pour fonder la K-théorie algébrique en 1959. Ceci l'a conduit à signaler un problème ouvert qu'on baptisa malgré lui la « conjecture de Serre » : Tout module projectif sur un anneau de polynômes d'un corps est un module libre. Cette conjecture a été prouvée en 1976, par Daniel Quillen et Andrei Suslin en utilisant des méthodes de K-théorie algébrique. Quillen a ensuite donné une définition satisfaisante des foncteurs Kn, en utilisant de la théorie homotopique.
Outre les mathématiciens déjà mentionnés, Max Karoubi fait partie des fondateurs de la K-théorie.

## Périodicité deBott
- K(X × S2) = K(X) ⊗ K(S2) et K(S2) = ℤ[H]/(H − 1)2, où H est la classe du fibré en droites tautologique (en) sur S2 = ℂP1.
- {\displaystyle {\tilde {K}}^{n+2}(X)={\tilde {K}}^{n}(X).}
- {\displaystyle \Omega ^{2}\mathrm {BU} \simeq \mathrm {BU} \times \mathbb {Z} .}

## Catalogue de groupes élémentaires de K-théorie topologique
La K-théorie d'une algèbre de Banach A (unitaire ou pas) et de son unitarisée A1 sont reliées :
La K-théorie de la C*-algèbre des fonctions continues sur un espace compact Y se déduit ainsi de celle de la sous-algèbre des fonctions continues nulles en un point fixé y, autrement dit, de l'algèbre C0(X) des fonctions continues nulles à l'infini sur le sous-espace localement compact X = Y\{y} (pour Y = Sn, X = ℝn).
On dispose par ailleurs du catalogue suivant :
| {\displaystyle A}                          | {\displaystyle K_{0}(A)}                       | {\displaystyle K_{1}(A)}         |
| ------------------------------------------ | ---------------------------------------------- | -------------------------------- |
| {\displaystyle \mathbb {K} }               | {\displaystyle \mathbb {Z} }                   | {\displaystyle 0}                |
| {\displaystyle \mathbb {B} }               | {\displaystyle 0}                              | {\displaystyle 0}                |
| {\displaystyle \mathbb {B} /\mathbb {K} }  | {\displaystyle 0}                              | {\displaystyle \mathbb {Z} }     |
| {\displaystyle C_{0}(\mathbb {R} ^{2n})}   | {\displaystyle \mathbb {Z} }                   | {\displaystyle 0}                |
| {\displaystyle C_{0}(\mathbb {R} ^{2n+1})} | {\displaystyle 0}                              | {\displaystyle \mathbb {Z} }     |
| {\displaystyle A_{\theta }}                | {\displaystyle \mathbb {Z} ^{2}}               | {\displaystyle \mathbb {Z} ^{2}} |
| {\displaystyle C_{r}^{*}(F_{n})}           | {\displaystyle \mathbb {Z} }                   | {\displaystyle \mathbb {Z} ^{n}} |
| {\displaystyle {\mathcal {T}}}             | {\displaystyle \mathbb {Z} }                   | {\displaystyle 0}                |
| {\displaystyle {\mathcal {O}}_{n}}         | {\displaystyle \mathbb {Z} /(n-1)\mathbb {Z} } | {\displaystyle 0}                |
| {\displaystyle {\mathcal {O}}_{\infty }}   | {\displaystyle \mathbb {Z} }                   | {\displaystyle 0}                |

où
- {\displaystyle \mathbb {K} } est la C*-algèbre des opérateurs compacts d'un espace de Hilbert non nul (de dimension finie ou infinie) ;
- {\displaystyle \mathbb {B} } est la C*-algèbre des opérateurs bornés d'un espace de Hilbert de dimension infinie ;
- {\displaystyle A_{\theta }} est le tore non commutatif de dimension 2 associé à un nombre irrationnel {\displaystyle \theta } ;
- {\displaystyle C_{r}^{*}(F_{n})} est la C*-algèbre réduite (en) du groupe libre {\displaystyle F_{n}} sur n éléments[3] ;
- {\displaystyle {\mathcal {T}}} est l'algèbre de Toeplitz ;
- {\displaystyle {\mathcal {O}}_{n}} et {\displaystyle {\mathcal {O}}_{\infty }} sont les algèbres de Cuntz (en) engendrées respectivement par n éléments et une infinité d'éléments.

La notion de tore non commutatif se généralise facilement aux dimensions supérieures. Ces tores non commutatifs ont la même K-théorie que leurs analogues commutatifs.

## Formule de Künnethpour la K-théorie topologique
Soient A et B deux C*-algèbres avec A dans la classe du[Quoi ?] théorème des coefficients universels, donc nucléaire (de). Il existe alors une suite exacte courte de groupes abéliens ℤ2-gradués :
{\displaystyle 0\rightarrow K_{*}(A)\otimes K_{*}(B)\rightarrow K_{*}(A\otimes B)\rightarrow {\rm {Tor}}_{1}^{\mathbb {Z} }(K_{*}(A),K_{*}(B))\rightarrow 0,}
où la première application non triviale est de degré 0 et la seconde de degré 1. Le foncteur Tor permet ainsi d'exprimer l'éventuel défaut de surjectivité du morphisme injectif.
Par exemple, puisque K0(C(S1)) = K1(C(S1)) = ℤ (sans torsion), l'algèbre C(S1)⊗n des fonctions continues sur le tore de dimension n a pour K-théorie : K0 ⊕ εK1 = (ℤ ⊕ εℤ)⊗n (avec ε2 = 1), soit ℤ2n–1 ⊕ εℤ2n–1.

## K-théorie et physique
En théorie des cordes, la K-théorie a fourni une bonne description des charges permises de D-branes.